# Irans nationella juvelmuseum

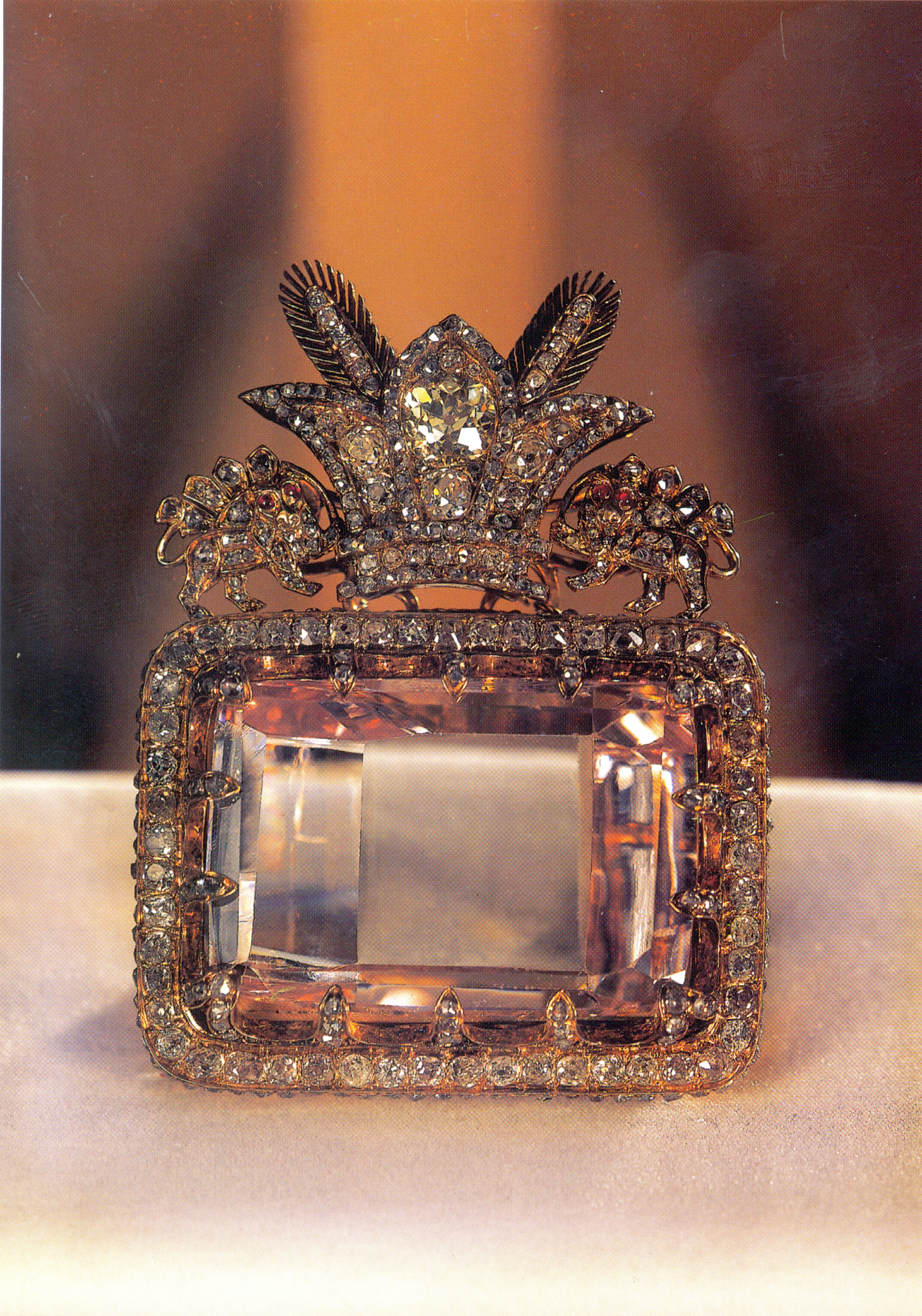
Darya-ye Nur-diamanten.

Irans nationella juvelmuseum (persiska: موزه جواهرات ملی ایران) ligger i Irans huvudstad Teheran. Ett av museets guldarbeten är den rosa diamanten "Darya-ye Nur" (Ljusets hav) på 182 karat. En annan juvel är Påfågelstronen som byggdes på Fath Ali Shahs tid och består av tolv separata delar och 26 733 bitar. Nasir al-Din Shahs glob är en juvel i museet där Sydvästasien dekorerats med pärlor, England med diamant och Indien med rubin. Turkos från Khorasan och stora pärlor från Persiska viken har även använts i detta verk.